# Joseph Weber
Joseph Weber (Paterson, 17 de maio de 1919 – Pittsburgh, 30 de setembro de 2000) foi um físico estadunidense. Apresentou a primeira palestra pública sobre os princípios por trás do laser e do maser, e desenvolveu os primeiros detectores de ondas gravitacionais (barra de Weber).

## Vida
Weber nasceu em Paterson, Nova Jersey. Começou os estudos de graduação na Cooper Union, mas para livrar sua família dos custos de seu quarto e alimentação foi admitido na Academia Naval dos Estados Unidos através de um exame competitivo. Obteve a graduação na Academia em 1940.

## Carreira naval
Serviu a bordo de navios de guerra durante a Segunda Guerra Mundial, obtendo o posto de tenente comandante. Uma experiência memorável foi seu serviço no USS Lexington. Weber era o oficial de convés no Lexington quando o navio recebeu notícias sobre o ataque a Pearl Harbor. Na Batalha do Mar de Coral seu navio afundou o Shōhō, e seu navio foi fatalmente avariado em 8 de maio de 1942.
Posteriormente comandou o caça-submarinos SC-690, primeiro no mar do Caribe e mais tarde no mar Mediterrâneo. Nesta última posição participou da Invasão Aliada da Sicília no golfo de Gela, em julho de 1943.
Estudou eletrônica na Naval Postgraduate School em 1943, e de 1945 a 1948 chefiou o projeto de medidas de ataque eletrônico do Bureau of Ships em Washington, D.C. Demitiu-se na marinha como tenente comandante em 1948 para assumir o cargo de professor de engenharia.

## Início da carreira pós-naval; desenvolvimento do Maser
Em 1948 passou a integrar a faculdade de engenharia da Universidade de Maryland. Uma condição para sua admissão foi que ele deveria obter rapidamente um PhD. Assim, iniciou seus estudos de doutorado sobre espectoscopia de microondas durante a noite, enquanto já membro da faculdade. Completou o doutorado com a tese intitulada Microwave Technique in Chemical Kinetics na Universidade Católica da América em 1951. Durante o transcurso de suas pesquisas de doutorado trabalhou a ideia de emissões coerentes de microondas, apresentando a primeira palestra pública sobre os princípios norteadores do laser e do maser na Electron Tube Research Conference ocorrida em Ottawa em 1952. Estas ideias foram desenvolvidas simultaneamente por Charles Hard Townes, Nicolay Basov e Aleksandr Prokhorov, que construíram protótipos funcionais destes dispositivos e receberam por isto o Nobel de Física de 1964.

## Trabalho sobre a detecção de ondas gravitacionais
O interesse sobre a relatividade geral levou Weber a usar o período sabático de 1955–1956, com uma bolsa Guggenheim, para estudar radiação gravitacional com John Archibald Wheeler no Instituto de Estudos Avançados de Princeton e no Instituto Lorentz na Universidade de Leiden nos Países Baixos. Naquela época a existência de ondas gravitacionais não era amplamente aceita. Weber foi o primeiro a fazer uma tentativa real de detectar estas ondas. Depois de ter iniciado a publicar artigos sobre a detecção de ondas gravitacionais saiu do departamento de engenharia e foi para o departamento de física em Maryland.
Desenvolveu o primeiro detector de ondas gravitacionais (barra de Weber) na década de 1960, e iniciou a publicar artigos com evidências de que havia detectado tais ondas. Em 1972 enviou um aparelho de detecção de ondas gravitacionais para a lua (o "Lunar Surface Gravimeter", parte do Pacote Apollo de Experimentos da Superfície Lunar) na missão lunar Apollo 17.

### Alegações de detecção de ondas gravitacionais desacreditada
Na década de 1970 os resultados dos experimentos de detecção de ondas gravitacionais foram amplamente desacreditados, embora Weber tenha continuado a arguir ter detectado ondas gravitacionais. A fim de testar os resultados de Weber, o físico da IBM Richard Garwin construiu um detector similar ao de Joseph Weber. Em seis meses ele detectou apenas um pulso, que não foi nada mais além do que ruído. David Douglass, outro físico, descobriu um erro no programa computacional de Weber que, estipula, produziu os sinais diários de ondas gravitacionais que Weber afirmou ter detectado. Por causa do erro um sinal pareceu surgir fora da faixa de ruído. Garwin confrontou Weber agressivamente com esta informação na Fifth Cambridge Conference on Relativity no Instituto de Tecnologia de Massachusetts (MIT) em junho de 1974.
Uma série de correspondências foram trocadas no periódico Physics Today. Garwin assegurou que o modelo de Weber era "insano, porque o universo haveria de converter toda sua energia em radiação gravitacional em 50 milhões de anos ou aproximadamente este tempo, se nós detectássemos o que Joe Weber estava detectando." "Weber," Garwin: "é justamente um caráter que ele não diz, 'Não, eu jamais vi uma onda de gravidade.' E a Fundação Nacional da Ciência, infelizmente, que iniciou aquele trabalho, não é forte o suficiente para apagar os registros, o que ele deveria fazer."
O processo de como físicos e o público geral vieram a rejeitar as alegações de Weber ter encontrado ondas gravitacioanis é descrito em diversos artigos e nos livros Gravity's shadow do sociologista Harry Collins e Einstein's unfinished symphony por Marcia Bartusiak.

## Legado
Embora suas tentativas de encontrar ondas gravitacionais com detectores de barras sejam considerados ter falhado, Weber é amplamente reconhecido como o pai dos esforços de detecção de ondas gravitacionais, incluindo LIGO, MiniGrail e diversos programas de pesquisa HFGW (High Frequency Gravitational Waves) em todo o mundo. Suas anotações contem ideias para a interferometria laser; tal detector foi construído mais tarde por seu antigo orientado High Frequency Gravitational Waves nos HRL Laboratories.